# Мастер Процессий
Мастер Процессий (фр. Maître des Cortèges) — прозвище, используемое искусствоведами для неизвестного художника-жанриста из круга братьев Ленен, работавшего во Франции в середине XVII века. Прозвище дано в связи с тем, что Ж. Тюилье, который ввёл прозвище в обиход в каталоге выставки работ братьев Ленен в Гран-Пале в 1978 году, атрибутировал художнику лишь четыре картины, из которых две изображали карнавальные шествия с быком и с бараном (в том же каталоге Тюилье предложил также более спорного Мастера Бегинок). До Тюилье эти картины обычно приписывались младшему Ленену, Матье, хотя уже с начала XX века возникали сомнения в его авторстве: в частности у Р. Лонги в 1935, Ш. Стерлинга в 1937, самого Тюилье в 1965. Позже искусствоведы выявили и другие работы художника, общим числом около пятнадцати, некоторые в нескольких копиях. По сходству стиля Мастеру Процессий приписывается хранящаяся в Пушкинском музее картина «Драка».